# Николаев, Евгений Александрович
Евгений Александрович Николаев (18 августа 1960) — советский и российский футбольный тренер. Заслуженный тренер РСФСР.

## Биография
В начале тренерской карьеры работал с юношескими командами Москвы. Возглавлял юношескую сборную Москвы, с которой дважды становился победителем первенства России[уточнить]. Среди его воспитанников — Михаил Ерёмин, Александр Мостовой, Андрей Мовсесьян.
В 1996 году возглавлял команду КФК «Динамо» (Шатура), а на следующий год работал в ней тренером-консультантом.
В 2000-е годы сосредоточился на работе в женском футболе. Несколько лет работал в тренерском штабе «Россиянки», в том числе в 2005—2006 годах — главным тренером. С этой командой — двукратный чемпион и обладатель Кубка России. Затем возглавлял другие клубы высшего дивизиона — «ШВСМ-Измайлово» (Москва), «Надежда» (Ногинск).
В 2010-е годы несколько раз приходил на должность главного тренера женской команды «Зоркий» (Красногорск) — в сезонах 2011/12, 2012/13 и во второй половине 2015 года работал главным тренером клуба, также в 2014—2015 годах тренером-консультантом. Становился чемпионом (2012/13), серебряным (2011/12) и бронзовым (2015) призёром чемпионата России, финалистом Кубка России (2011/12).
Позднее работал тренером-консультантом в любительской команде «Пересвет» (Домодедово) и с детскими командами в частных футбольных школах.